# كريستيان ليندبرغ
كريستيان ليندبرغ (بالدنماركية: Kristian Lindberg)‏ (14 فبراير 1994 بالدنمارك - ) هو لاعب كرة قدم دانمركي في مركز الوسط. شارك مع منتخب الدنمارك تحت 17 سنة لكرة القدم ومنتخب الدنمارك تحت 19 سنة لكرة القدم. أما مع النوادي، فقد لعب مع أتليتيكو بالياريس ونادي لينغبي ونادي نوردشيلاند.

## وصلات خارجية
- كريستيان ليندبرغ على موقع قاعدة بيانات كرة القدم.إي يو (الإنجليزية)
- كريستيان ليندبرغ على موقع Soccerway.com (الإنجليزية)
- كريستيان ليندبرغ على موقع AS.com (الإسبانية)